# Vierge à l'Enfant de la chapelle Saint-Goulven de Lanvellec
La Vierge à l'Enfant de la Chapelle Saint-Goulven à Lanvellec, une commune du département des Côtes-d'Armor dans la région Bretagne en France, a été créée au XVIe ou XVIIIe siècle. La Vierge à l'Enfant en bois polychrome et dorée a été inscrite monument historique au titre d'objet le 17 janvier 1977. 
Base Palissy : « La vierge, coiffée d'un voile et vêtue d'une robe à corselet, se tient debout et porte l'Enfant Jésus sur le bras gauche, tandis qu'elle retient un pan de son manteau de la main droite. L'Enfant Jésus, vêtu d'une tunique, tient un globe dans la main gauche et passe le bras droit autour du cou de sa mère. »